# Фэрбенкс, Дуглас
Ду́глас Э́лтон То́мас У́льман Фэ́рбенкс-ста́рший (англ. Douglas Elton Thomas Ullman Fairbanks, Sr.; 23 мая 1883 — 12 декабря 1939) — американский актёр, одна из крупнейших звёзд эпохи немого кино. Основатель и первый президент Американской академии киноискусства.

## Биография
Дуглас Элтон Ульман (по другим[каким?] источникам — Джулиус Ульман) родился 23 мая 1883 года в Денвере (штат Колорадо) в семье успешного бизнесмена и адвоката. Еврей по отцу, с 5 лет жил с матерью-католичкой происхождением из южных штатов, так как родители из-за холодных отношений друг с другом разъехались (но не развелись) и жили раздельно. С детства Дуглас занимался верховой ездой, фехтованием, лёгкой атлетикой, увлекался театром. После окончания школы поступил в Гарвардский университет, однако вскоре объявил отцу, что собирается стать актёром, был лишён финансовой поддержки и на собственные сбережения отправился в Европу. Работал землекопом на строительстве парижского метро, затем грузчиком в лондонском порту, затем нанялся матросом на грузовое судно и в 1900 году вернулся на нём в Америку, где некоторое время работал продавцом в скобяной лавке и служащим в компании на Уолл-Стрит, одновременно пытаясь устроиться в театр.
В 1902 году успешно дебютировал как театральный актёр на Бродвее, взяв псевдоним «Дуглас Фэрбенкс». В 1907 году женился на наследнице крупного бизнеса Анне Бет Салли и оставил сцену. В 1909 году у них родился сын Дуглас Фэрбенкс-младший. В том же году компания, которой владела его жена, обанкротилась, и Фэрбенкс вернулся к актёрской работе и к 1912 году добился довольно значительной известности. В 1915 году он был, среди других театральных актёров, приглашён сниматься в фильмах студии Triangle Pictures.
Первым фильмом Фэрбенкса был «Ягнёнок» (1915) режиссёра Уильяма Кристи Кабанна по сценарию Д. У. Гриффита, в котором актёр сыграл главную роль. Фильм был тепло принят зрителями и в последующих фильмах за Фэрбенксом закрепилось амплуа героя романтических комедий. Специально «под Фэрбенкса» была создана целая серия фильмов режиссёра Джона Эмерсона по сценариям Аниты Лус, в которых обаяние Фэрбенкса удачно сочеталось с его ироничным отношением к его персонажам. Одним из самых известных фильмов этого периода стал «Американец» (1916), в котором Фэрбенкс, по выражению Жоржа Садуля, «с присущим ему благодушием подавляет вооруженное восстание в Южной Америке».
В феврале 1917 года Дуглас Фэрбенкс покинул Triangle и основал собственную компанию Douglas Fairbanks Film Corporation под эгидой Paramount Pictures.

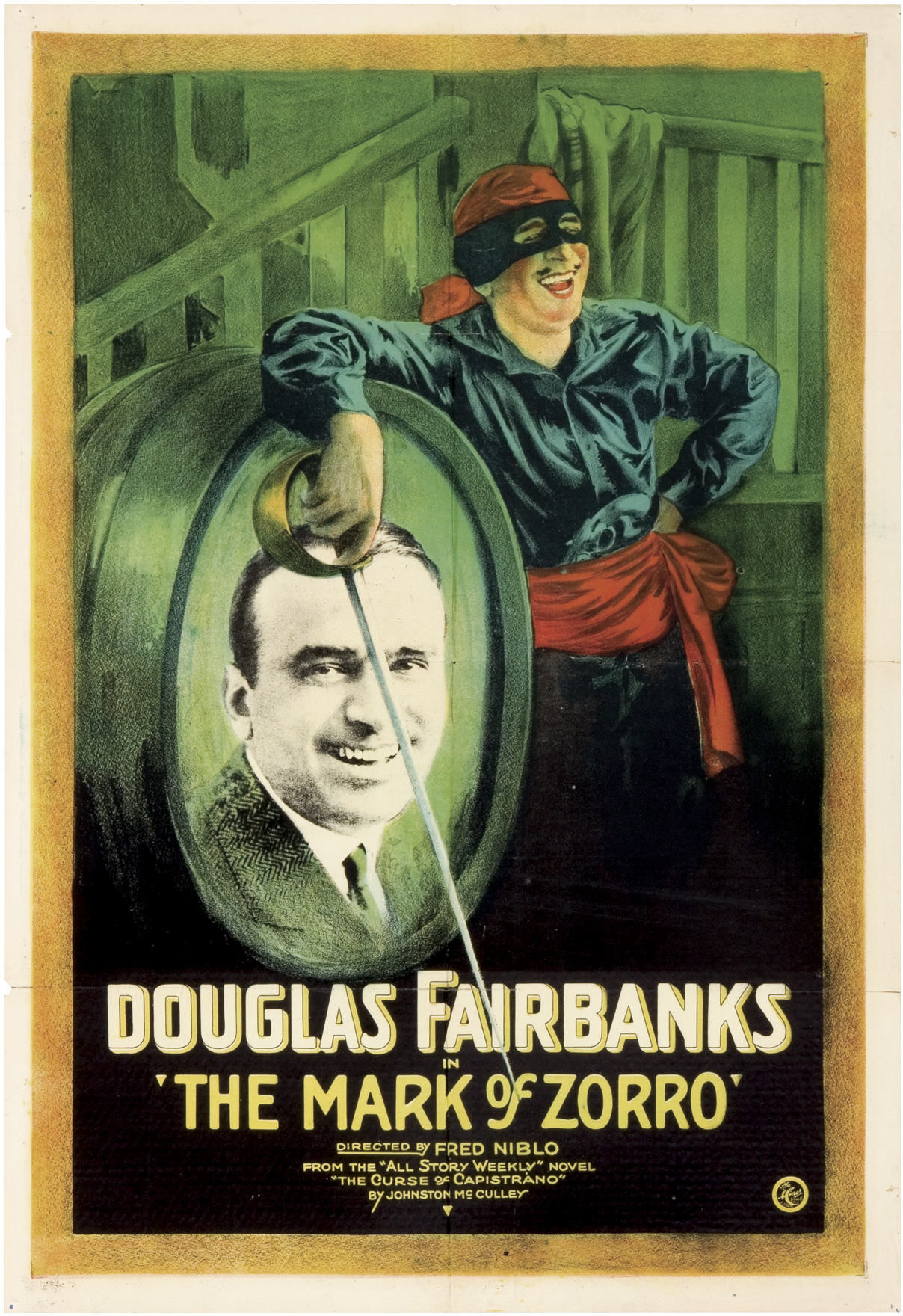
Постер фильма «Знак Зорро» (1920)

В 1919 году он Фэрбенкс развёлся с женой и вскоре женился на актрисе Мэри Пикфорд. В том же году, пытаясь выйти из-под контроля крупных голливудских студий, Фэрбенкс, Пикфорд, Чаплин и Гриффит основали компанию United Artists, что дало им помимо творческой свободы возможность самим заниматься распространением своих фильмов. Кроме того, в 1921 году они помогли организовать фонд Motion Picture Fund, задачей которого была помощь нуждающимся кинематографистам.
В 1920 году Фэрбенкс выпустил фильм «Знак Зорро», успех которого сделал актёра ещё более популярным и открыл дорогу для целой серии фильмов плаща и шпаги — «Три мушкетёра» (1921), «Робин Гуд» (1922), «Багдадский вор» (1924), «Чёрный пират» (1926) и других.
Фэрбенкс и Пикфорд были первыми деятелями киноискусства, которые оставили отпечатки своих ладоней в мокром цементе на Аллее Славы в Голливуде во время церемонии открытия киноцентра Граумана 30 апреля 1927 года. В том же году Фэрбенкс стал основателем и первым президентом Американской академии киноискусства и провёл первую церемонию вручения премий киноакадемии.
Группа крупнейших американских киноактёров, возглавляемая Фэрбенксом, активно финансировала общество «Техниколор» — их опыты в области получения цветного кино.
Последним немым фильмом с участием Фэрбенкса стал «Железная маска» (1929), после которой они вместе с Пикфорд снялись в фильме «Укрощение строптивой» (1929). Однако фильм не имел ожидавшегося успеха, и Фэрбенкс начал постепенно отходить от дел. Последним фильмом с его участием стала «Частная жизнь Дон Жуана» (1934).
В 1933 году у Фэрбенкса завязался роман с Сильвией Эшли. В 1936 году он развёлся с Мэри Пикфорд и женился на Эшли, с которой уединённо поселился в Санта-Монике, штат Калифорния.
Дуглас Фэрбенкс умер 12 декабря 1939 года от сердечного приступа.

## Избранная фильмография
| Год  |   | Русское название                    | Оригинальное название                      | Роль                             |
| ---- | - | ----------------------------------- | ------------------------------------------ | -------------------------------- |
| 1915 | ф | Ягнёнок                             | The Lamb                                   | Джеральд                         |
| 1915 | ф | Мученики Аламо, или Рождение Техаса | Martyrs of the Alamo or The Birth of Texas | техасский солдат Джо             |
| 1916 | ф | Его фотография в газетах            | His Picture in the Papers                  | Пит Приндл                       |
| 1916 | ф | Нетерпимость                        | Intolerance                                | мужчина на белом коне            |
| 1917 | ф | Современный мушкетёр                | A Modern Musketeer                         | Нед Такер / Д’Артаньян           |
| 1920 | ф | Знак Зорро                          | The Mark of Zorro                          | дон Диего Вега / Зорро           |
| 1921 | ф | Три мушкетёра                       | The Three Musketeers                       | Д’Артаньян                       |
| 1922 | ф | Робин Гуд                           | Robin Hood                                 | граф Хантингтон / Робин Гуд      |
| 1923 | ф | Голливуд                            | Hollywood                                  | в роли самого себя               |
| 1924 | ф | Багдадский вор                      | The Thief of Bagdad                        | багдадский вор                   |
| 1925 | ф | Дон Ку, сын Зорро                   | Don Q Son of Zorro                         | дон Сезар де Вега / старый Зорро |
| 1925 | ф | Бен-Гур: история Христа             | Ben-Hur: A Tale of the Christ              | зритель гонки на колесницах      |
| 1926 | ф | Чёрный пират                        | The Black Pirate                           | герцог Арнольдо / Чёрный пират   |
| 1927 | ф | Гаучо                               | The Gaucho                                 | Гаучо                            |
| 1928 | ф | Люди искусства                      | Show People                                | в роли самого себя               |
| 1929 | ф | Железная маска                      | The Iron Mask                              | Д’Артаньян                       |
| 1929 | ф | Укрощение строптивой                | The Taming of the Shrew                    | Петруччо                         |
| 1932 | ф | Мистер Робинзон Крузо               | Mr. Robinson Crusoe                        | Стив Дрексел                     |
| 1934 | ф | Частная жизнь Дон Жуана             | The Private Life of Don Juan               | Дон Жуан                         |

## Цитата
Дуглас Фэрбенкс о фильме «Багдадский вор»:

«Кто из нас не строит воздушных замков? Но никому никогда не может прийти в голову, что воздушные замки могут превратиться в действительность. Я хотел вдохнуть в эту картину то нереальное, несбыточное, фантастическое, что так чарует нас в сказках „Тысячи и одной ночи“. Мой фильм — это сказка для взрослых и главной её идеей является девиз „Сам создавай своё счастье“.»

### на английском языке
- Fairbanks Jr., Douglas (1917).  Laugh and Live. New York: Britton Publishing Company,  190 pages, ill.
- Fairbanks Jr., Douglas (1918). Making Life Worth While. New York:  Britton Publishing Company, 157 pages, ill.
- Fairbanks Jr., Douglas (1918). Profiting by Experience. New York:  Britton Publishing Company,  28 pages.
- Fairbanks Jr., Douglas (Illustrator); Schickel, Richard (Writer of introduction, Contributor) (1975). The Fairbanks album. New York Graphic Society, 287 pages, ill. ISBN 978-0-8212-0637-9
- Fairbanks Jr., Douglas (1988). There Salad Days. Doubleday, 431 pages, ill. ISBN 978-0-7924-2346-1
- Fairbanks Jr., Douglas (1993). A Hell of a War. St. Martins Press, 278 pages. ISBN 978-0-3120-8807-1

- Balio, Tino (1985). The American Film Industry. University of Wisconsin Press, 680 pages. ISBN 978-0-299-09873-5
- Brownlow, Kevin (1968). The Parade's Gone By... University of California Press, 577 pages, ill. ISBN 978-0-5200-3068-8
- Collins, Bill and Collins, William J. (1987). Bill Collins Presents "The Golden Years of Hollywood". South Melbourne: MacMillan, 248 pages, ill. ISBN 978-0-3334-5069-7
- Herndon, Booton (1977). Mary Pickford and Douglas Fairbanks: The Most Popular Couple the World Has Ever Know. W. W. Norton & Company, 324 pages, ill. ISBN 978-0-3930-7508-3
- McDonald, Paul (2000). The Star System: The Hollywood production of popular identities. London: Wallflower Press, 144 pages, ill. ISBN 978-1-9033-6402-4
- Monush, Barry (2003). The Encyclopedia of Hollywood Film Actors: From the Silent Era to 1965, Volume 1. Applause Theatre & Cinema Books, 832 pages. ISBN 978-1-5578-3551-2
- Pickford, Meri (1955). Sunshine and Shadow (Аutobiography). Doubleday & Company, 382 pages, ill.
- Ragan, David (1976). Who’s Who in Hollywood, 1900—1976. New Rochelle, New York: Arlington House, 864 pages. ISBN 978-0-8700-0349-3
- Slide, Anthony. Mary Pickford and Douglas Fairbanks // Slide, Anthony (2002). Silent Players: A Biographical and Autobiographical Study of 100 Silent Film Actors and Actresses. University Press of Kentucky, 464 pages. pp. 311–316. ISBN 978-0-8131-2249-6
- Tibbetts,  John C. and  Welsh, James M.;  Brownlow,  Kevin (Foreword) (2014). Douglas Fairbanks and the American Century. University Press of Mississippi, 384 pages. ISBN 978-1-6284-6006-3
- Tracey Goessel (2015). The First King of Hollywood: The Life of Douglas Fairbanks. Chicago:  Chicago Review Press, 560 pages. ISBN 978-1-6137-3404-9
- Vance, Jeffrey (2008). Douglas Fairbanks. California, Berkeley: University of California Press, 376 pages. ISBN 978-0-5202-5667-5

### на немецком языке
- Brownlow, Kevin; Hoffmann, Hilmar (Hrsg.); Schobert, Walter (Hrsg.): Pioniere des Films: Vom Stummfilm bis Hollywood. Stroemfeld Verlag, Basel 1997, 688 Seiten: ill., ISBN 978-3-8787-7386-3
- Martini, Wolfgang und Lange-Kosak, Margarete: Das Filmgesicht — Douglas Fairbanks. Verlag Curt J. C. Andersen,  München 1928, 29 Seiten.

### на нидерландском языке
- Leeflang, Thomas, 100 Jaar Cinema: The Art of Hollywood, Veen Bosch en Keuning Uitgeversgroep, Baarn 1995, 447 pagina's: ill., ISBN 978-9-0246-0209-4

### на французском языке
- Ford, Charles, Douglas Fairbanks ou la nostalgie de Hollywood, Éditions France Empire, Paris 1980, 297 pages.